# كظام راو بادم راو
كظام راو بادم راو (بالأردية: کدم راؤ پدم راؤ) هي أقدم مخطوطة متاحة في اللغة الدكنية، وهي شعر مثنوي مُكونة من 4000 سطر، كتبت في الفترة ما بين 1421-1434 م، بقلم فخر الدين نظامي البيداري.
يحتوي على حكاية صوفية تهدف إلى وصف حالة الروح الحالية وتحريرها، في شكل قصة مثيرة: الملك كظام راو يريد أن يتعلم اليوغا. لكن اليوغي الماكر يحول روح الملك إلى ببغاء، ويتسلل إلى جسد الملك ويحكم في مكانه. ويلاحظ الوزير بادم راو ذلك، فيبحث عن الملك، وأخيرًا يجده ويحرره.